# Circoscrizione Abruzzo (Senato della Repubblica)
La circoscrizione Abruzzo è una circoscrizione elettorale italiana per il Senato della Repubblica.

## Storia
La circoscrizione elettorale venne istituita, con altre 18 (perché il Molise venne istituito nel 1970) per le prime elezioni del Senato della Repubblica, tramite Legge del 6 febbraio 1948, n. 29 in ottemperanza alla Costituzione della Repubblica Italiana che prescrive, all'art. 57, che «il Senato della Repubblica è eletto a base regionale». Fu suddivisa in 16 collegi di lista, in base al D.P.R. del 6 febbraio 1948, n. 30.
In rispetto del suddetto articolo, la circoscrizione venne riconfermata in seguito in tutte le leggi elettorali inerenti al Senato della Repubblica.
La Legge 4 agosto 1993, n. 276 modificò il territorio suddividendolo in 21 collegi uninominali, in base al D.Lgs. del 20 dicembre 1993 n. 535. I suddetti collegi vennero aboliti dalla Legge del 21 dicembre 2005, n. 270.
L'attuale Legge 3 novembre 2017, n. 165, ha ricreato nel territorio della circoscrizione collegi uninominali e collegi plurinominali che devono essere determinati dal governo tramite decreto legislativo.

## Territorio
Nel 1948 la circoscrizione occupava il territorio dell'attuale regione Abruzzo, nonostante allora la regione esistente fosse Abruzzi e Molise, corrispondente agli attuali Abruzzo e Molise. Questo avvenne in via provvisoria, all'interno delle disposizioni transitorie della Costituzione della Repubblica italiana, la quale prevedeva che "Per la prima elezione del Senato il Molise è considerato come Regione a sé stante, con il numero dei senatori che gli compete in base alla sua popolazione." In ottemperanza al fatto che le circoscrizioni senatoriali corrispondessero alle regioni, dal 1953 fino al 1968 la circoscrizione Abruzzo venne abolita, e fu sostituita dalla Circoscrizione Abruzzi e Molise, il cui territorio corrispondeva alle attuali regioni di Abruzzo e Molise. Dal 1968, con la divisione tra le suddette regioni, la Circoscrizione Abruzzo tornò ad esistere e a coincidere con il territorio della Regione attuale omonima.

## Seggi
In base all'art. 57 della Costituzione, l'Abruzzo dispone di 6 seggi, poi diventati 7 con la Legge costituzionale 2/1963. Dal 1953 al 1963 l'Abruzzo era unito al Molise: insieme avevano 8 seggi, con l'eccezione dei 9 nel 1963.

## Dal 1948 al 1993
In base alla legge in vigore dal 1948, essenzialmente proporzionale, i partiti presentavano in ogni circoscrizione un candidato per ogni collegio. All'interno di ciascun collegio, veniva eletto senatore il candidato che avesse raggiunto il quorum del 65% delle preferenze. Qualora nessun candidato avesse conseguito l'elezione, i voti di tutti i candidati venivano raggruppati nelle liste di partito a livello regionale, dove i seggi venivano allocati utilizzando il metodo D'Hondt delle maggiori medie statistiche e quindi, all'interno di ciascuna lista, venivano dichiarati eletti senatori i candidati con le migliori percentuali di preferenza.

### Collegi elettorali
- Chieti
- Lanciano-Vasto
- L'Aquila-Sulmona
- Avezzano
- Pescara
- Teramo

### I legislatura
Tra gli eletti, raggiunse il quorum del 65% dei voti nei collegi Raffaele Caporali (collegio di Lanciano-Vasto), indicato in grassetto nella tabella sottostante.
| Partito                            | Partito                            | Risultati 18 aprile 1948 | Risultati 18 aprile 1948 | Risultati 18 aprile 1948 | Seggi | Seggi |
| Partito                            | Partito                            | Voti                     | %                        | ±                        | Num   | ±     |
| ---------------------------------- | ---------------------------------- | ------------------------ | ------------------------ | ------------------------ | ----- | ----- |
|                                    | Democrazia Cristiana               | 331 437                  | 57,00                    | n.d.                     | 4     | n.d.  |
|                                    | Fronte Democratico Popolare        | 157 445                  | 27,08                    | n.d.                     | 2     | n.d.  |
|                                    | Blocco Nazionale                   | 51 915                   | 8,93                     | n.d.                     | 0     | n.d.  |
|                                    | Unità Socialista                   | 28 580                   | 4,91                     | n.d.                     | 0     | n.d.  |
|                                    | Partito Repubblicano Italiano      | 12 130                   | 2,09                     | n.d.                     | 0     | n.d.  |
|                                    |                                    |                          |                          |                          |       |       |
| Iscritti                           | Iscritti                           | 667 299                  | 100,00                   |                          |       |       |
| ↳ Votanti (% su iscritti)          | ↳ Votanti (% su iscritti)          | 610 765                  | 91,53                    | n.d.                     |       |       |
| ↳ Voti validi (% su votanti)       | ↳ Voti validi (% su votanti)       | 581 507                  | 95,21                    |                          |       |       |
| ↳ Schede non valide (% su votanti) | ↳ Schede non valide (% su votanti) | 29 258                   | 4,79                     |                          |       |       |
| ↳ Astenuti (% su iscritti)         | ↳ Astenuti (% su iscritti)         | 56 534                   | 8,47                     |                          |       |       |

| Eletti | Eletti                    |
| ------ | ------------------------- |
|        | Raffaele Caporali         |
|        | Giuseppe Cerulli Irelli   |
|        | Giovanni De Gasperis      |
|        | Mosè Ricci                |
|        | Giacomo Attilio Cermenati |
|        | Armando Cermignani        |

### II-IV legislatura
La Circoscrizione Abruzzo non esistette in questo periodo. Vedi Circoscrizione Abruzzi e Molise.

### V legislatura
Nessun candidato nei collegi uninominali raggiunse il quorum del 65% dei voti per essere eletto automaticamente; i seggi vennero pertanto assegnati proporzionalmente ai voti ricevuti.
| Partito                            | Partito                            | Risultati 19 maggio 1968 | Risultati 19 maggio 1968 | Risultati 19 maggio 1968 | Seggi | Seggi |
| Partito                            | Partito                            | Voti                     | %                        | ±                        | Num   | ±     |
| ---------------------------------- | ---------------------------------- | ------------------------ | ------------------------ | ------------------------ | ----- | ----- |
|                                    | Democrazia Cristiana               | 292 568                  | 47,42                    | n.d.                     | 4     | n.d.  |
|                                    | PCI-PSIUP                          | 167 634                  | 27,17                    | n.d.                     | 2     | n.d.  |
|                                    | PSI-PSDI Unificati                 | 77 667                   | 12,59                    | n.d.                     | 1     | n.d.  |
|                                    | MSI-PDIUM                          | 49 864                   | 8,08                     | n.d.                     | 0     | n.d.  |
|                                    | Partito Liberale Italiano          | 19 004                   | 3,08                     | n.d.                     | 0     | n.d.  |
|                                    | Partito Repubblicano Italiano      | 10 197                   | 1,65                     | n.d.                     |       | n.d.  |
|                                    |                                    |                          |                          |                          |       |       |
| Iscritti                           | Iscritti                           | 754 475                  | 100,00                   |                          |       |       |
| ↳ Votanti (% su iscritti)          | ↳ Votanti (% su iscritti)          | 657 460                  | 87,14                    | n.d.                     |       |       |
| ↳ Voti validi (% su votanti)       | ↳ Voti validi (% su votanti)       | 616 934                  | 93,84                    |                          |       |       |
| ↳ Schede non valide (% su votanti) | ↳ Schede non valide (% su votanti) | 40 526                   | 6,16                     |                          |       |       |
| ↳ Astenuti (% su iscritti)         | ↳ Astenuti (% su iscritti)         | 97 015                   | 12,86                    |                          |       |       |

| Eletti | Eletti                       |
| ------ | ---------------------------- |
|        | Achille Accili               |
|        | Vincenzo Bellisario          |
|        | Angelo De Luca               |
|        | Giuseppe Spataro             |
|        | Francescopaolo D'Angelosante |
|        | Gaetano Illuminati           |
|        | Michele Celidonio            |

### VI legislatura
Nessun candidato nei collegi uninominali raggiunse il quorum del 65% dei voti per essere eletto automaticamente; i seggi vennero pertanto assegnati proporzionalmente ai voti ricevuti.
| Partito                            | Partito                                 | Risultati 7 maggio 1972 | Risultati 7 maggio 1972 | Risultati 7 maggio 1972 | Seggi | Seggi   |
| Partito                            | Partito                                 | Voti                    | %                       | ±                       | Num   | ±       |
| ---------------------------------- | --------------------------------------- | ----------------------- | ----------------------- | ----------------------- | ----- | ------- |
|                                    | Democrazia Cristiana                    | 304 658                 | 47,44                   | 0,02                    | 4     | Stabile |
|                                    | PCI-PSIUP                               | 173 145                 | 26,96                   | 0,21                    | 2     | Stabile |
|                                    | Partito Socialista Italiano             | 62 461                  | 9,73                    | n.d.                    | 1     | n.d.    |
|                                    | Movimento Sociale Italiano              | 55 709                  | 8,67                    | n.d.                    | 0     | n.d.    |
|                                    | Partito Socialista Democratico Italiano | 23 416                  | 3,65                    | n.d.                    | 0     | n.d.    |
|                                    | Partito Liberale Italiano               | 13 351                  | 2,08                    | 1,00                    |       | Stabile |
|                                    | Partito Repubblicano Italiano           | 9 510                   | 1,48                    | 0,17                    | 0     | Stabile |
|                                    |                                         |                         |                         |                         |       |         |
| Iscritti                           | Iscritti                                | 772 881                 | 100,00                  |                         |       |         |
| ↳ Votanti (% su iscritti)          | ↳ Votanti (% su iscritti)               | 673 788                 | 87,18                   | 0,04                    |       |         |
| ↳ Voti validi (% su votanti)       | ↳ Voti validi (% su votanti)            | 642 250                 | 95,32                   |                         |       |         |
| ↳ Schede non valide (% su votanti) | ↳ Schede non valide (% su votanti)      | 31 538                  | 4,68                    |                         |       |         |
| ↳ Astenuti (% su iscritti)         | ↳ Astenuti (% su iscritti)              | 99 093                  | 12,82                   |                         |       |         |

| Eletti | Eletti                       |
| ------ | ---------------------------- |
|        | Achille Accili               |
|        | Angelo De Luca               |
|        | Giuseppe Fracassi            |
|        | Giuseppe Spataro             |
|        | Francescopaolo D'Angelosante |
|        | Claudio Ferrucci             |
|        | Domenico Buccini             |

### VII legislatura
Nessun candidato nei collegi uninominali raggiunse il quorum del 65% dei voti per essere eletto automaticamente; i seggi vennero pertanto assegnati proporzionalmente ai voti ricevuti.
| Partito                            | Partito                                 | Risultati 20 giugno 1976 | Risultati 20 giugno 1976 | Risultati 20 giugno 1976 | Seggi | Seggi   |
| Partito                            | Partito                                 | Voti                     | %                        | ±                        | Num   | ±       |
| ---------------------------------- | --------------------------------------- | ------------------------ | ------------------------ | ------------------------ | ----- | ------- |
|                                    | Democrazia Cristiana                    | 305 757                  | 45,34                    | 2,10                     | 4     | Stabile |
|                                    | Partito Comunista Italiano              | 229 862                  | 34,08                    | 7,12                     | 3     | 1       |
|                                    | Partito Socialista Italiano             | 55 786                   | 8,27                     | 1,46                     | 0     | 1       |
|                                    | Movimento Sociale Italiano              | 45 217                   | 6,70                     | 1,97                     | 0     | Stabile |
|                                    | Partito Socialista Democratico Italiano | 16 853                   | 2,50                     | 1,15                     | 0     | Stabile |
|                                    | Partito Repubblicano Italiano           | 11 075                   | 1,64                     | 0,16                     | 0     | Stabile |
|                                    | Partito Liberale Italiano               | 4 517                    | 0,67                     | 1,41                     | 0     | Stabile |
|                                    | Partito Radicale                        | 3 450                    | 0,51                     | n.d.                     | 0     | n.d.    |
|                                    | Margherita                              | 1 892                    | 0,28                     | n.d.                     | 0     | n.d.    |
|                                    |                                         |                          |                          |                          |       |         |
| Iscritti                           | Iscritti                                | 784 367                  | 100,00                   |                          |       |         |
| ↳ Votanti (% su iscritti)          | ↳ Votanti (% su iscritti)               | 701 237                  | 89,40                    | 2,22                     |       |         |
| ↳ Voti validi (% su votanti)       | ↳ Voti validi (% su votanti)            | 674 409                  | 96,17                    |                          |       |         |
| ↳ Schede non valide (% su votanti) | ↳ Schede non valide (% su votanti)      | 26 828                   | 3,83                     |                          |       |         |
| ↳ Astenuti (% su iscritti)         | ↳ Astenuti (% su iscritti)              | 83 130                   | 10,60                    |                          |       |         |

| Eletti | Eletti                       |
| ------ | ---------------------------- |
|        | Achille Accili               |
|        | Adriano Bompiani             |
|        | Errico D'Amico               |
|        | Giuseppe Fracassi            |
|        | Francescopaolo D'Angelosante |
|        | Claudio Ferrucci             |
|        | Tonino Rapposelli            |

### VIII legislatura
Nessun candidato nei collegi uninominali raggiunse il quorum del 65% dei voti per essere eletto automaticamente; i seggi vennero pertanto assegnati proporzionalmente ai voti ricevuti.
| Partito                            | Partito                                      | Risultati 3 giugno 1979 | Risultati 3 giugno 1979 | Risultati 3 giugno 1979 | Seggi | Seggi   |
| Partito                            | Partito                                      | Voti                    | %                       | ±                       | Num   | ±       |
| ---------------------------------- | -------------------------------------------- | ----------------------- | ----------------------- | ----------------------- | ----- | ------- |
|                                    | Democrazia Cristiana                         | 312 667                 | 46,35                   | 1,01                    | 4     | Stabile |
|                                    | Partito Comunista Italiano                   | 213 670                 | 31,68                   | 2,40                    | 3     | Stabile |
|                                    | Partito Socialista Italiano                  | 56 568                  | 8,39                    | 0,08                    | 0     | Stabile |
|                                    | Movimento Sociale Italiano                   | 39 773                  | 5,90                    | 0,80                    | 0     | Stabile |
|                                    | Partito Socialista Democratico Italiano      | 15 695                  | 2,33                    | 0,17                    | 0     | Stabile |
|                                    | Partito Repubblicano Italiano                | 13 577                  | 2,01                    | 0,37                    | 0     | Stabile |
|                                    | Partito Radicale                             | 11 175                  | 1,66                    | 1,15                    | 0     | Stabile |
|                                    | Partito Liberale Italiano                    | 6 599                   | 0,98                    | 0,31                    | 0     | Stabile |
|                                    | Democrazia Nazionale - Costituente di Destra | 2 751                   | 0,41                    | n.d.                    | 0     | n.d.    |
|                                    | Fiore Margherita                             | 2 056                   | 0,30                    | n.d.                    | 0     | n.d.    |
|                                    |                                              |                         |                         |                         |       |         |
| Iscritti                           | Iscritti                                     | 864 128                 | 100,00                  |                         |       |         |
| ↳ Votanti (% su iscritti)          | ↳ Votanti (% su iscritti)                    | 713 836                 | 82,61                   | 6,79                    |       |         |
| ↳ Voti validi (% su votanti)       | ↳ Voti validi (% su votanti)                 | 674 531                 | 94,49                   |                         |       |         |
| ↳ Schede non valide (% su votanti) | ↳ Schede non valide (% su votanti)           | 39 305                  | 5,51                    |                         |       |         |
| ↳ Astenuti (% su iscritti)         | ↳ Astenuti (% su iscritti)                   | 150 292                 | 17,39                   |                         |       |         |

| Eletti | Eletti                   |
| ------ | ------------------------ |
|        | Achille Accili           |
|        | Adriano Bompiani         |
|        | Errico D'Amico           |
|        | Giuseppe Fracassi        |
|        | Nevio Felicetti          |
|        | Claudio Ferrucci         |
|        | Enrico Giuseppe Graziani |

### IX legislatura
Nessun candidato nei collegi uninominali raggiunse il quorum del 65% dei voti per essere eletto automaticamente; i seggi vennero pertanto assegnati proporzionalmente ai voti ricevuti.
| Partito                            | Partito                                 | Risultati 26 giugno 1983 | Risultati 26 giugno 1983 | Risultati 26 giugno 1983 | Seggi | Seggi   |
| Partito                            | Partito                                 | Voti                     | %                        | ±                        | Num   | ±       |
| ---------------------------------- | --------------------------------------- | ------------------------ | ------------------------ | ------------------------ | ----- | ------- |
|                                    | Democrazia Cristiana                    | 292 939                  | 42,60                    | 3,74                     | 4     | 2       |
|                                    | Partito Comunista Italiano              | 209 696                  | 30,50                    | 1,18                     | 2     | 1       |
|                                    | Partito Socialista Italiano             | 75 069                   | 10,92                    | 2,53                     | 1     | 1       |
|                                    | Movimento Sociale Italiano              | 49 696                   | 7,23                     | 1,32                     | 0     | Stabile |
|                                    | PLI-PRI                                 | 19 701                   | 2,87                     | 0,12                     | 0     | [ 6 ]   |
|                                    | Partito Socialista Democratico Italiano | 17 483                   | 2,54                     | 0,12                     | 0     | Stabile |
|                                    | Partito Nazionale Pensionati            | 12 823                   | 1,86                     | n.d.                     | 0     | n.d.    |
|                                    | Partito Radicale                        | 9 364                    | 1,36                     | 0,30                     | 0     | Stabile |
|                                    | Lista TS-PPPIU                          | 856                      | 0,12                     | n.d.                     | 0     | n.d.    |
|                                    |                                         |                          |                          |                          |       |         |
| Iscritti                           | Iscritti                                | 896 671                  | 100,00                   |                          |       |         |
| ↳ Votanti (% su iscritti)          | ↳ Votanti (% su iscritti)               | 739 700                  | 82,49                    | 0,12                     |       |         |
| ↳ Voti validi (% su votanti)       | ↳ Voti validi (% su votanti)            | 687 627                  | 92,96                    |                          |       |         |
| ↳ Schede non valide (% su votanti) | ↳ Schede non valide (% su votanti)      | 52 073                   | 7,04                     |                          |       |         |
| ↳ Astenuti (% su iscritti)         | ↳ Astenuti (% su iscritti)              | 156 971                  | 17,51                    |                          |       |         |

| Eletti | Eletti               |
| ------ | -------------------- |
|        | Achille Accili       |
|        | Germano De Cinque    |
|        | Giuseppe Fracassi    |
|        | Rosa Russo Jervolino |
|        | Alfredo Alfani       |
|        | Nevio Felicetti      |
|        | Elena Marinucci      |

### X legislatura
Nessun candidato nei collegi uninominali raggiunse il quorum del 65% dei voti per essere eletto automaticamente; i seggi vennero pertanto assegnati proporzionalmente ai voti ricevuti.
| Partito                            | Partito                                 | Risultati 14 giugno 1987 | Risultati 14 giugno 1987 | Risultati 14 giugno 1987 | Seggi | Seggi   |
| Partito                            | Partito                                 | Voti                     | %                        | ±                        | Num   | ±       |
| ---------------------------------- | --------------------------------------- | ------------------------ | ------------------------ | ------------------------ | ----- | ------- |
|                                    | Democrazia Cristiana                    | 296 811                  | 41,35                    | 1,25                     | 4     | Stabile |
|                                    | Partito Comunista Italiano              | 212 896                  | 29,66                    | 0,84                     | 2     | Stabile |
|                                    | Partito Socialista Italiano             | 91 391                   | 12,73                    | 1,81                     | 1     | Stabile |
|                                    | Movimento Sociale Italiano              | 44 397                   | 6,18                     | 1,05                     | 0     | Stabile |
|                                    | Partito Socialista Democratico Italiano | 17 109                   | 2,38                     | 0,16                     | 0     | Stabile |
|                                    | Partito Radicale                        | 13 260                   | 1,85                     | 0,49                     | 0     | Stabile |
|                                    | Partito Repubblicano Italiano           | 11 798                   | 1,64                     | n.d.                     | 0     | n.d.    |
|                                    | Lista Verde                             | 11 362                   | 1,58                     | n.d.                     | 0     | n.d.    |
|                                    | Partito Liberale Italiano               | 7 525                    | 1,05                     | n.d.                     | 0     | n.d.    |
|                                    | Democrazia Proletaria                   | 7 381                    | 1,03                     | n.d.                     | 0     | n.d.    |
|                                    | Liga Veneta                             | 3 235                    | 0,45                     | n.d.                     | 0     | n.d.    |
|                                    | Alleanza Popolare - Pensionati          | 700                      | 0,10                     | n.d.                     | 0     | n.d.    |
|                                    |                                         |                          |                          |                          |       |         |
| Iscritti                           | Iscritti                                | 929 847                  | 100,00                   |                          |       |         |
| ↳ Votanti (% su iscritti)          | ↳ Votanti (% su iscritti)               | 763 621                  | 82,12                    | 0,37                     |       |         |
| ↳ Voti validi (% su votanti)       | ↳ Voti validi (% su votanti)            | 717 865                  | 94,01                    |                          |       |         |
| ↳ Schede non valide (% su votanti) | ↳ Schede non valide (% su votanti)      | 45 756                   | 5,99                     |                          |       |         |
| ↳ Astenuti (% su iscritti)         | ↳ Astenuti (% su iscritti)              | 166 226                  | 17,88                    |                          |       |         |

| Eletti | Eletti                |
| ------ | --------------------- |
|        | Germano De Cinque     |
|        | Corradino Di Stefano  |
|        | Rosa Russo Jervolino  |
|        | Giovanni Maria Nieddu |
|        | Antonio Franchi       |
|        | Glauco Torlontano     |
|        | Elena Marinucci       |

### XI legislatura
Nessun candidato nei collegi uninominali raggiunse il quorum del 65% dei voti per essere eletto automaticamente; i seggi vennero pertanto assegnati proporzionalmente ai voti ricevuti.
| Partito                            | Partito                                 | Risultati 5 aprile 1992 | Risultati 5 aprile 1992 | Risultati 5 aprile 1992 | Seggi | Seggi   |
| Partito                            | Partito                                 | Voti                    | %                       | ±                       | Num   | ±       |
| ---------------------------------- | --------------------------------------- | ----------------------- | ----------------------- | ----------------------- | ----- | ------- |
|                                    | Democrazia Cristiana                    | 275 719                 | 38,02                   | 3,33                    | 4     | Stabile |
|                                    | Partito Democratico della Sinistra      | 148 514                 | 20,48                   | n.d.                    | 2     | n.d.    |
|                                    | Partito Socialista Italiano             | 102 951                 | 14,20                   | 1,47                    | 1     | Stabile |
|                                    | Movimento Sociale Italiano              | 57 786                  | 7,97                    | 1,79                    | 0     | Stabile |
|                                    | Rifondazione Comunista                  | 50 658                  | 6,99                    | n.d.                    | 0     | n.d.    |
|                                    | Partito Repubblicano Italiano           | 27 202                  | 3,75                    | 2,11                    | 0     | Stabile |
|                                    | Federazione dei Verdi                   | 25 091                  | 3,46                    | n.d.                    | 0     | n.d.    |
|                                    | Partito Liberale Italiano               | 15 955                  | 2,20                    | 1,15                    | 0     | Stabile |
|                                    | Partito Socialista Democratico Italiano | 13 321                  | 1,84                    | 0,54                    | 0     | Stabile |
|                                    | Lega Lombarda                           | 5 860                   | 0,81                    | n.d.                    | 0     | n.d.    |
|                                    | Federalismo - Pensionati UV             | 2 169                   | 0,30                    | n.d.                    | 0     | n.d.    |
|                                    |                                         |                         |                         |                         |       |         |
| Iscritti                           | Iscritti                                | 984 201                 | 100,00                  |                         |       |         |
| ↳ Votanti (% su iscritti)          | ↳ Votanti (% su iscritti)               | 789 697                 | 80,24                   | 1,88                    |       |         |
| ↳ Voti validi (% su votanti)       | ↳ Voti validi (% su votanti)            | 725 226                 | 91,84                   |                         |       |         |
| ↳ Schede non valide (% su votanti) | ↳ Schede non valide (% su votanti)      | 64 471                  | 8,16                    |                         |       |         |
| ↳ Astenuti (% su iscritti)         | ↳ Astenuti (% su iscritti)              | 194 504                 | 19,76                   |                         |       |         |

| Eletti | Eletti               |
| ------ | -------------------- |
|        | Marco Conti          |
|        | Germano De Cinque    |
|        | Rosa Russo Jervolino |
|        | Enzo Lombardi        |
|        | Antonio Franchi      |
|        | Glauco Torlontano    |
|        | Elena Marinucci      |

## Dal 1993 al 2005
Con la riforma elettorale maggioritaria del 1993, in prima istanza veniva eletto senatore il candidato che avesse riportato la maggioranza relativa dei suffragi in ciascun collegio. Nessun candidato poteva presentarsi in più di un collegio. I rimanenti seggi regionali erano invece assegnati assommando i voti di tutti i candidati uninominali perdenti che si fossero collegati in un gruppo regionale, utilizzando il metodo D'Hondt delle migliori medie: gli scranni così ottenuti da ciascun gruppo venivano assegnati, all'interno di essa, ai candidati perdenti che avessero ottenuto le migliori percentuali elettorali.

### Collegi elettorali
1. L'Aquila
2. Teramo
3. Pescara
4. Chieti
5. Lanciano

### XII legislatura

#### Elezioni politiche in Italia del 1994
|                               | Progressisti          | 261 350   | 36,11 | 5 |  |  |  |  |  |
|                               | Alleanza Nazionale    | 165 129   | 22,82 | 1 |  |  |  |  |  |
|                               | Forza Italia – CCD    | 149 965   | 20,72 | 1 |  |  |  |  |  |
|                               | Patto per l'Italia    | 117 135   | 16,19 | – |  |  |  |  |  |
|                               | Alleanza Municipalità | 10 913    | 1,51  | – |  |  |  |  |  |
|                               | Centro                | 9 006     | 1,24  | – |  |  |  |  |  |
|                               | Delfino al Senato     | 7 414     | 1,02  | – |  |  |  |  |  |
|                               | Proprietà di Popolo   | 2 786     | 0,38  | – |  |  |  |  |  |
| Totale                        | Totale                | 723 698   | 100   | 7 |  |  |  |  |  |
|                               |                       |           |       |   |  |  |  |  |  |
| Voti non validi               | Voti non validi       | 67 970    | 8,59  |   |  |  |  |  |  |
| Votanti                       | Votanti               | 791 668   | 78,74 |   |  |  |  |  |  |
| Elettori                      | Elettori              | 1 005 367 |       |   |  |  |  |  |  |
|                               |                       |           |       |   |  |  |  |  |  |
| Data: 27-28 marzo 1994        |                       |           |       |   |  |  |  |  |  |
| Fonte: Ministero dell'interno |                       |           |       |   |  |  |  |  |  |

#### Eletti
Eletti nei Progressisti (PDS - PRC - FdV - PSI - Rete - AD - CS - RS)
     Eletti in Alleanza Nazionale - Movimento Sociale Italiano
     Eletti nella lista Forza Italia - CCD
| Collegio     | Eletto | Eletto                  | Partito | Quota |
| ------------ | ------ | ----------------------- | ------- | ----- |
| 1 - L'Aquila |        | Ferdinando Di Orio      | PDS     | Magg. |
| 2 - Teramo   |        | Osvaldo Scrivani        | PDS     | Magg. |
| 2 - Teramo   |        | Doriano Di Benedetto    | FI      | Prop. |
| 3 - Pescara  |        | Glauco Torlontano       | PDS     | Magg. |
| 4 - Chieti   |        | Angelo Ilario Orlando   | PRC     | Magg. |
| 5 - Lanciano |        | Angelo Staniscia        | PDS     | Magg. |
| 5 - Lanciano |        | Maria Vevante Scioletti | AN-MSI  | Prop. |

### XIII legislatura

#### Elezioni politiche in Italia del 1996
|                               | Polo per le Libertà | 327 058   | 46,34 | 3 |  |  |  |  |  |
|                               | L'Ulivo             | 268 889   | 38,10 | 4 |  |  |  |  |  |
|                               | Progressisti        | 63 112    | 8,94  | – |  |  |  |  |  |
|                               | Fiamma Tricolore    | 46 732    | 6,62  | – |  |  |  |  |  |
| Totale                        | Totale              | 705 791   | 100   | 7 |  |  |  |  |  |
|                               |                     |           |       |   |  |  |  |  |  |
| Voti non validi               | Voti non validi     | 73 876    | 9,48  |   |  |  |  |  |  |
| Votanti                       | Votanti             | 779 667   | 75,69 |   |  |  |  |  |  |
| Elettori                      | Elettori            | 1 030 126 |       |   |  |  |  |  |  |
|                               |                     |           |       |   |  |  |  |  |  |
| Data: 21 aprile 1996          |                     |           |       |   |  |  |  |  |  |
| Fonte: Ministero dell'interno |                     |           |       |   |  |  |  |  |  |

#### Eletti
Eletti nell'Ulivo (PDS - PpP - RI - FdV - PSd'Az - FL - MCU - CS - SI - PS)
     Eletti nel Polo per le Libertà (FI - AN - CCD-CDU)
| Collegio     | Eletto | Eletto                   | Partito   | Quota |
| ------------ | ------ | ------------------------ | --------- | ----- |
| 1 - L'Aquila |        | Ferdinando Di Orio       | PDS       | Magg. |
| 1 - L'Aquila |        | Doriano Di Benedetto     | FI        | Prop. |
| 2 - Teramo   |        | Carla Castellani         | AN        | Magg. |
| 3 - Pescara  |        | Bruno Viserta Costantini | PDS       | Magg. |
| 3 - Pescara  |        | Andrea Pastore           | FI        | Prop. |
| 4 - Chieti   |        | Giovanni Polidoro        | PpP (PPI) | Magg. |
| 5 - Lanciano |        | Angelo Staniscia         | PDS       | Magg. |

### XIV legislatura

#### Elezioni politiche in Italia del 2001
|                               | Casa delle Libertà                   | 344 008   | 44,78 | 4 |  |  |  |  |  |
|                               | L'Ulivo                              | 312 802   | 40,72 | 3 |  |  |  |  |  |
|                               | Partito della Rifondazione Comunista | 36 179    | 4,71  | – |  |  |  |  |  |
|                               | Lista Di Pietro                      | 26 374    | 3,43  | – |  |  |  |  |  |
|                               | Democrazia Europea                   | 20 505    | 2,67  | – |  |  |  |  |  |
|                               | Fronte Nazionale                     | 17 139    | 2,23  | – |  |  |  |  |  |
|                               | Lista Emma Bonino                    | 11 138    | 1,45  | – |  |  |  |  |  |
| Totale                        | Totale                               | 768 145   | 100   | 7 |  |  |  |  |  |
|                               |                                      |           |       |   |  |  |  |  |  |
| Voti non validi               | Voti non validi                      | 44 076    | 5,43  |   |  |  |  |  |  |
| Votanti                       | Votanti                              | 812 221   | 77,22 |   |  |  |  |  |  |
| Elettori                      | Elettori                             | 1 051 790 |       |   |  |  |  |  |  |
|                               |                                      |           |       |   |  |  |  |  |  |
| Data: 13 maggio 2001          |                                      |           |       |   |  |  |  |  |  |
| Fonte: Ministero dell'interno |                                      |           |       |   |  |  |  |  |  |

#### Eletti
Eletti nella Casa delle Libertà (FI - AN - LN - CCD - CDU - NPSI - PRI)
     Eletti nell'Ulivo (DS - DL - Girasole - PdCI - MRE - SVP - PSd'Az)
| Collegio     | Eletto | Eletto                   | Partito        | Quota |
| ------------ | ------ | ------------------------ | -------------- | ----- |
| 1 - L'Aquila |        | Maria Claudia Ioannucci  | FI             | Magg. |
| 1 - L'Aquila |        | Ottaviano Del Turco      | Girasole (SDI) | Prop. |
| 2 - Teramo   |        | Rocco Salini             | FI             | Magg. |
| 3 - Pescara  |        | Andrea Pastore           | FI             | Magg. |
| 3 - Pescara  |        | Bruno Viserta Costantini | DS             | Prop. |
| 4 - Chieti   |        | Lucio Zappacosta         | AN             | Magg. |
| 5 - Lanciano |        | Tommaso Coletti          | DL (PPI)       | Magg. |

## Dal 2005 al 2017
Con l'entrata in vigore della legge Calderoli, per l'elezione del Senato viene adottato un sistema elettorale proporzionale con liste bloccate, soglia di sbarramento e premio di maggioranza su base regionale. Alla ripartizione dei seggi, che avviene secondo il metodo Hare dei quozienti interi e dei più alti resti, concorrono le liste che nell'ambito della circoscrizione regionale abbiano ottenuto almeno l'8% dei voti validi, oppure almeno il 3% se esse sono parte di una coalizione che abbia ottenuto almeno il 20%. In ogni caso, alla coalizione o lista singola più votata è attribuito almeno il 55% dei seggi: se tale soglia non è raggiunta, viene assegnato un premio di maggioranza, in forma di seggi supplementari, che riduce quelli attribuiti alle altre forze politiche.

### XV legislatura

#### Risultati elettorali
|                               | Democratici di Sinistra                 | 143 962 | 18,38 | 2 |  |  |  |  |  |
|                               | La Margherita                           | 96 241  | 12,28 | 1 |  |  |  |  |  |
|                               | Partito della Rifondazione Comunista    | 59 702  | 7,62  | 1 |  |  |  |  |  |
|                               | Italia dei Valori                       | 39 897  | 5,09  | – |  |  |  |  |  |
|                               | Insieme con l'Unione                    | 25 652  | 3,27  | – |  |  |  |  |  |
|                               | Rosa nel Pugno                          | 21 081  | 2,69  | – |  |  |  |  |  |
|                               | Popolari UDEUR                          | 20 614  | 2,63  | – |  |  |  |  |  |
|                               | Partito Pensionati                      | 5 760   | 0,74  | – |  |  |  |  |  |
|                               | Partito Socialista Democratico Italiano | 2 084   | 0,27  | – |  |  |  |  |  |
|                               | I Socialisti                            | 1 731   | 0,22  | – |  |  |  |  |  |
|                               | Totale coalizione                       | 416 724 | 53,19 | 4 |  |  |  |  |  |
|                               | Forza Italia                            | 181 716 | 23,19 | 2 |  |  |  |  |  |
|                               | Alleanza Nazionale                      | 110 973 | 14,16 | 1 |  |  |  |  |  |
|                               | Unione dei Democratici Cristiani        | 56 078  | 7,16  | – |  |  |  |  |  |
|                               | Fiamma Tricolore                        | 7 934   | 1,01  | – |  |  |  |  |  |
|                               | Alternativa Sociale                     | 6 403   | 0,82  | – |  |  |  |  |  |
|                               | Lega Nord – MPA                         | 3 620   | 0,46  | – |  |  |  |  |  |
|                               | Totale coalizione                       | 366 724 | 46,81 | 3 |  |  |  |  |  |
| Totale                        | Totale                                  | 783 448 | 100   | 7 |  |  |  |  |  |
|                               |                                         |         |       |   |  |  |  |  |  |
| Voti non validi               | Voti non validi                         | 28 599  | 3,52  |   |  |  |  |  |  |
| Votanti                       | Votanti                                 | 812 047 | 83,41 |   |  |  |  |  |  |
| Elettori                      | Elettori                                | 973 523 |       |   |  |  |  |  |  |
|                               |                                         |         |       |   |  |  |  |  |  |
| Fonte: Ministero dell'interno |                                         |         |       |   |  |  |  |  |  |

#### Eletti
| Democratici di Sinistra            | La Margherita                             | Partito della Rifondazione Comunista           |
| ---------------------------------- | ----------------------------------------- | ---------------------------------------------- |
|                                    |                                           |                                                |
| - Gavino Angius - Giovanni Legnini | - Franco Marini                           | - → Lidia Menapace - Giuseppe Di Lello Finuoli |
| Forza Italia                       | Alleanza Nazionale                        |                                                |
|                                    |                                           |                                                |
| - Andrea Pastore - Filippo Piccone | - → Altero Matteoli - Marcello De Angelis |                                                |

1. ↑  Opta per la circoscrizione Friuli-Venezia Giulia
2. ↑  Opta per la circoscrizione Toscana

### XVI legislatura

#### Risultati elettorali
|                               | Il Popolo della Libertà              | 319 023 | 42,41 | 4 |  |  |  |  |  |
|                               | Movimento per l'Autonomia            | 8 870   | 1,18  | – |  |  |  |  |  |
|                               | Totale coalizione                    | 327 893 | 43,59 | 4 |  |  |  |  |  |
|                               | Partito Democratico                  | 254 867 | 33,88 | 2 |  |  |  |  |  |
|                               | Italia dei Valori                    | 53 417  | 7,10  | 1 |  |  |  |  |  |
|                               | Totale coalizione                    | 308 284 | 40,98 | 3 |  |  |  |  |  |
|                               | Unione di Centro                     | 44 733  | 5,95  | – |  |  |  |  |  |
|                               | La Sinistra l'Arcobaleno             | 23 641  | 3,14  | – |  |  |  |  |  |
|                               | La Destra - Fiamma Tricolore         | 20 289  | 2,70  | – |  |  |  |  |  |
|                               | Partito Socialista                   | 7 066   | 0,94  | – |  |  |  |  |  |
|                               | Partito Comunista dei Lavoratori     | 5 647   | 0,75  | – |  |  |  |  |  |
|                               | Sinistra Critica                     | 3 805   | 0,51  | – |  |  |  |  |  |
|                               | Forza Nuova                          | 3 573   | 0,48  | – |  |  |  |  |  |
|                               | Partito Liberale Italiano            | 2 934   | 0,39  | – |  |  |  |  |  |
|                               | Unione Democratica per i Consumatori | 2 314   | 0,31  | – |  |  |  |  |  |
|                               | Per il Bene Comune                   | 2 010   | 0,27  | – |  |  |  |  |  |
| Totale                        | Totale                               | 752 189 | 100   | 7 |  |  |  |  |  |
|                               |                                      |         |       |   |  |  |  |  |  |
| Voti non validi               | Voti non validi                      | 34 667  | 4,41  |   |  |  |  |  |  |
| Votanti                       | Votanti                              | 786 856 | 80,76 |   |  |  |  |  |  |
| Elettori                      | Elettori                             | 974 266 |       |   |  |  |  |  |  |
|                               |                                      |         |       |   |  |  |  |  |  |
| Fonte: Ministero dell'interno |                                      |         |       |   |  |  |  |  |  |

#### Eletti
| Il Popolo della Libertà                                                   | Partito Democratico                | Italia dei Valori    |
| ------------------------------------------------------------------------- | ---------------------------------- | -------------------- |
|                                                                           |                                    |                      |
| - Andrea Pastore - Fabrizio Di Stefano - Filippo Piccone - Paolo Tancredi | - Franco Marini - Giovanni Legnini | - Alfonso Mascitelli |

### XVII legislatura

#### Risultati elettorali
|                               | Il Popolo della Libertà          | 173 509 | 24,45 | 4 |  |  |  |  |  |
|                               | Fratelli d'Italia                | 20 261  | 2,85  | – |  |  |  |  |  |
|                               | La Destra                        | 9 210   | 1,30  | – |  |  |  |  |  |
|                               | Grande Sud                       | 2 988   | 0,42  | – |  |  |  |  |  |
|                               | Intesa Popolare                  | 2 943   | 0,41  | – |  |  |  |  |  |
|                               | Lega Nord                        | 1 336   | 0,19  | – |  |  |  |  |  |
|                               | Totale coalizione                | 210 247 | 29,62 | 4 |  |  |  |  |  |
|                               | Movimento 5 Stelle               | 201 323 | 28,37 | 2 |  |  |  |  |  |
|                               | Partito Democratico              | 173 585 | 24,46 | 1 |  |  |  |  |  |
|                               | Sinistra Ecologia Libertà        | 20 043  | 2,82  | – |  |  |  |  |  |
|                               | Centro Democratico               | 5 721   | 0,81  | – |  |  |  |  |  |
|                               | Totale coalizione                | 199 349 | 28,09 | 1 |  |  |  |  |  |
|                               | Con Monti per l'Italia           | 53 553  | 7,55  | – |  |  |  |  |  |
|                               | Rivoluzione Civile               | 18 726  | 2,64  | – |  |  |  |  |  |
|                               | Rialzati Abruzzo                 | 11 821  | 1,67  | – |  |  |  |  |  |
|                               | Partito Comunista dei Lavoratori | 3 916   | 0,55  | – |  |  |  |  |  |
|                               | Fare per Fermare il Declino      | 3 528   | 0,50  | – |  |  |  |  |  |
|                               | Forza Nuova                      | 2 554   | 0,36  | – |  |  |  |  |  |
|                               | Amnistia Giustizia Libertà       | 2 535   | 0,36  | – |  |  |  |  |  |
|                               | CasaPound                        | 2 175   | 0,31  | – |  |  |  |  |  |
| Totale                        | Totale                           | 709 727 | 100   | 7 |  |  |  |  |  |
|                               |                                  |         |       |   |  |  |  |  |  |
| Voti non validi               | Voti non validi                  | 29 418  | 3,98  |   |  |  |  |  |  |
| Votanti                       | Votanti                          | 739 145 | 75,55 |   |  |  |  |  |  |
| Elettori                      | Elettori                         | 978 410 |       |   |  |  |  |  |  |
|                               |                                  |         |       |   |  |  |  |  |  |
| Fonte: Ministero dell'interno |                                  |         |       |   |  |  |  |  |  |

#### Eletti
| Il Popolo della Libertà                                                                            | Movimento 5 Stelle                | Partito Democratico  |
| -------------------------------------------------------------------------------------------------- | --------------------------------- | -------------------- |
| |                                   |                      |
| - → Silvio Berlusconi - Gaetano Quagliariello - Paola Pelino - Antonio Razzi - Federica Chiavaroli | - Enza Blundo - Gianluca Castaldi | - Stefania Pezzopane |

1. ↑  Opta per la circoscrizione Molise

## Dal 2017
Con l'entrata in vigore della legge Rosato, viene istituito un sistema elettorale misto a separazione completa. Per il Senato, come per la Camera, il 37% dei seggi (quindi 116 al Senato) vengono assegnati con un sistema maggioritario a turno unico in altrettanti collegi uninominali: in ciascun collegio è eletto il candidato più votato, secondo il sistema noto come uninominale secco. Il 61% dei seggi (193 seggi senatoriali) è ripartito proporzionalmente tra le coalizioni e le singole liste che abbiano superato le previste soglie di sbarramento nazionali; la ripartizione dei seggi è effettuata a livello nazionale per la Camera e a livello regionale per il Senato; a tale scopo sono istituiti collegi plurinominali nei quali le liste si presentano sotto forma di listini bloccati di candidati. Il 2% dei seggi (6 senatori) è destinato al voto degli italiani residenti all'estero e viene assegnato con un sistema proporzionale che prevede il voto di preferenza.

### Collegi elettorali

#### Dal 2017 al 2020
Alla circoscrizione sono attribuiti 7 seggi: 2 sono assegnati con sistema maggioritario, in altrettanti collegi uninominali; 5 mediante sistema proporzionale, all'interno di un unico collegio plurinominale.
| Collegi plurinominali | Collegi plurinominali | Collegi uninominali            |
| --------------------- | --------------------- | ------------------------------ |
|                       | Abruzzo - 01          | - 01 - Pescara - 02 - L'Aquila |

#### Dal 2020
In seguito alla riforma costituzionale del 2020 in tema di riduzione del numero dei parlamentari, alla circoscrizione sono attribuiti 4 seggi: 1 è assegnato mediante sistema maggioritario, nell'ambito di un collegio uninominale; 3 mediante sistema proporzionale, all'interno di un unico collegio plurinominale.
| Collegi plurinominali | Collegi plurinominali | Collegi uninominali |
| --------------------- | --------------------- | ------------------- |
|                       | Abruzzo - 01          | - 01 - Pescara      |

### XVIII legislatura

#### Risultati
|                               | Movimento 5 Stelle             | 274 185 | 39,30 | 2 | 274 185 | 39,30 | 1 |  |  |
|                               | Forza Italia                   | 110 844 | 15,89 | 1 | 253 889 | 36,39 | 1 |  |  |
|                               | Lega                           | 97 730  | 14,01 | 1 | 253 889 | 36,39 | 1 |  |  |
|                               | Fratelli d'Italia              | 32 444  | 4,65  | – | 253 889 | 36,39 | 1 |  |  |
|                               | Noi con l'Italia – UDC         | 12 871  | 1,84  | – | 253 889 | 36,39 | 1 |  |  |
|                               | Partito Democratico            | 98 361  | 14,10 | 1 | 123 052 | 17,64 | – |  |  |
|                               | +Europa                        | 10 803  | 1,55  | – | 123 052 | 17,64 | – |  |  |
|                               | Civica Popolare                | 10 721  | 1,54  | – | 123 052 | 17,64 | – |  |  |
|                               | Italia Europa Insieme          | 3 167   | 0,45  | – | 123 052 | 17,64 | – |  |  |
|                               | Liberi e Uguali                | 17 826  | 2,55  | – | 17 826  | 2,55  | – |  |  |
|                               | Potere al Popolo!              | 8 211   | 1,18  | – | 8 211   | 1,18  | – |  |  |
|                               | CasaPound                      | 6 442   | 0,92  | – | 6 442   | 0,92  | – |  |  |
|                               | Il Popolo della Famiglia       | 5 325   | 0,76  | – | 5 325   | 0,76  | – |  |  |
|                               | Partito Comunista              | 4 358   | 0,62  | – | 4 358   | 0,62  | – |  |  |
|                               | Italia agli Italiani (FT - FN) | 3 215   | 0,46  | – | 3 215   | 0,46  | – |  |  |
|                               | Partito Valore Umano           | 1 214   | 0,17  | – | 1 214   | 0,17  | – |  |  |
| Totale                        | Totale                         | 697 717 | 100   | 5 | 697 717 | 100   | 2 |  |  |
|                               |                                |         |       |   |         |       |   |  |  |
| Schede bianche                | Schede bianche                 | 9 442   | 1,31  |   |         |       |   |  |  |
| Schede nulle                  | Schede nulle                   | 16 144  | 2,23  |   |         |       |   |  |  |
| Votanti                       | Votanti                        | 723 303 | 75,00 |   |         |       |   |  |  |
| Elettori                      | Elettori                       | 964 353 |       |   |         |       |   |  |  |
|                               |                                |         |       |   |         |       |   |  |  |
| Fonte: Ministero dell'interno |                                |         |       |   |         |       |   |  |  |

#### Eletti

##### Eletti maggioritario
Eletti nel Movimento 5 Stelle
     Eletti nella coalizione di centro-destra (FI - Lega - FdI - Noi con l'Italia-UDC)
| Collegio uninominale | Eletto | Eletto                | Partito        |
| -------------------- | ------ | --------------------- | -------------- |
| 1. Pescara           |        | Primo Di Nicola       | M5S            |
| 2. L'Aquila          |        | Gaetano Quagliariello | NcI-UDC (IDeA) |

##### Eletti proporzionale
| Collegio plurinominale | M5S                                         | Forza Italia     | Partito Democratico | Lega             |
| ---------------------- | ------------------------------------------- | ---------------- | ------------------- | ---------------- |
| Collegio plurinominale |                                             |                  |                     |                  |
| Abruzzo - 01           | - Gianluca Castaldi - Gabriella Di Girolamo | - Nazario Pagano | - Luciano D'Alfonso | - Alberto Bagnai |

## Dal 2020

### Risultati elettorali
|                               | Fratelli d'Italia                                       | 170 181   | 27,25 | 1 | 301 720 | 48,31 | 1 |  |  |
|                               | Forza Italia                                            | 75 767    | 12,13 | – | 301 720 | 48,31 | 1 |  |  |
|                               | Lega per Salvini Premier                                | 51 685    | 8,28  | – | 301 720 | 48,31 | 1 |  |  |
|                               | Noi Moderati                                            | 4 087     | 0,65  | – | 301 720 | 48,31 | 1 |  |  |
|                               | Partito Democratico - Italia Democratica e Progressista | 100 829   | 16,14 | 1 | 133 448 | 21,37 | – |  |  |
|                               | Alleanza Verdi e Sinistra                               | 16 441    | 2,63  | – | 133 448 | 21,37 | – |  |  |
|                               | +Europa                                                 | 12 213    | 1,96  | – | 133 448 | 21,37 | – |  |  |
|                               | Impegno Civico – Centro Democratico                     | 3 965     | 0,63  | – | 133 448 | 21,37 | – |  |  |
|                               | Movimento 5 Stelle                                      | 116 909   | 18,72 | 1 | 116 909 | 18,72 | – |  |  |
|                               | Azione - Italia Viva                                    | 38 006    | 6,09  | – | 38 006  | 6,09  | – |  |  |
|                               | Italexit                                                | 11 977    | 1,92  | – | 11 977  | 1,92  | – |  |  |
|                               | Unione Popolare                                         | 10 175    | 1,63  | – | 10 175  | 1,63  | – |  |  |
|                               | Italia Sovrana e Popolare                               | 7 875     | 1,26  | – | 7 875   | 1,26  | – |  |  |
|                               | Vita                                                    | 2 798     | 0,45  | – | 2 798   | 0,45  | – |  |  |
|                               | Alternativa per l'Italia (PdF - Exit)                   | 1 649     | 0,26  | – | 1 649   | 0,26  | – |  |  |
| Totale                        | Totale                                                  | 624 557   | 100   | 3 | 624 557 | 100   | 1 |  |  |
|                               |                                                         |           |       |   |         |       |   |  |  |
| Voti non validi               | Voti non validi                                         | 32 576    | 4,96  |   |         |       |   |  |  |
| Votanti                       | Votanti                                                 | 657 133   | 63,99 |   |         |       |   |  |  |
| Elettori                      | Elettori                                                | 1 026 974 |       |   |         |       |   |  |  |
|                               |                                                         |           |       |   |         |       |   |  |  |
| Fonte: Ministero dell'interno |                                                         |           |       |   |         |       |   |  |  |

### Eletti

#### Eletti nella quota maggioritaria
Eletti nella coalizione di centro-destra (FdI - Lega - FI - NM)
| Collegio uninominale | Eletto | Eletto               | Partito |
| -------------------- | ------ | -------------------- | ------- |
| 1. Pescara           |        | Guido Quintino Liris | FdI     |

#### Eletti nella quota proporzionale
| Collegio plurinominale | Fratelli d'Italia      | Partito Democratico - IDP | Movimento 5 Stelle      |
| ---------------------- | ---------------------- | ------------------------- | ----------------------- |
| Collegio plurinominale |                        |                           |                         |
| Abruzzo - 01           | - Etelwardo Sigismondi | - Michele Fina            | - Gabriella Di Girolamo |